# Matsumoto (Nagano)
Matsumoto (松本市 Matsumoto-shi?) es una ciudad localizada en la Prefectura de Nagano, Japón. Es designada como una ciudad especial. A julio de 2012 la ciudad tenía 243 850 habitantes.

## Descripción
La nueva ciudad de Matsumoto comprende la vieja ciudad de Matsumoto y cuatro villas. Matsumoto oficialmente absorbió esas villas sin crear una nueva organización municipal.

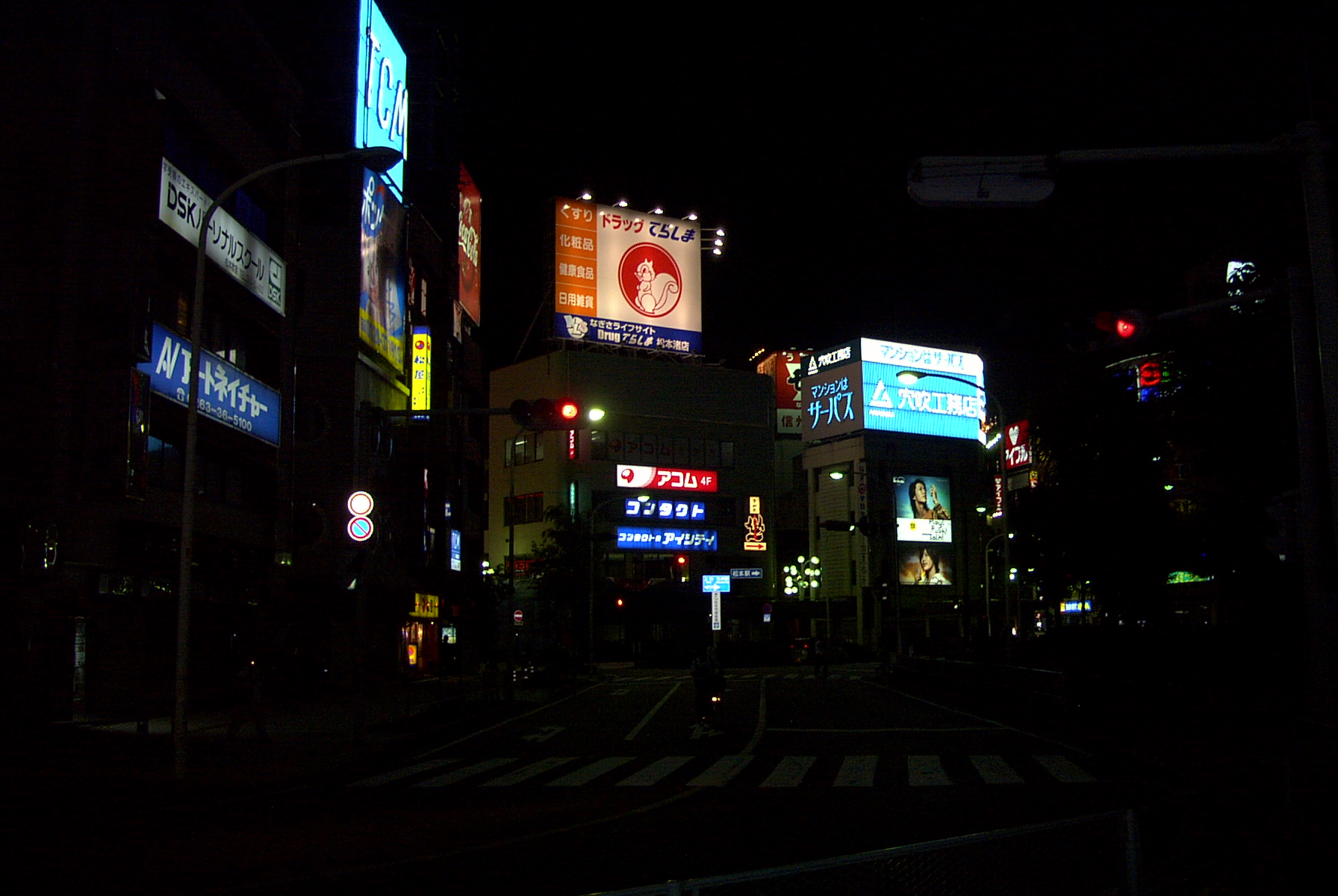
Matsumoto, afuera de la estación de tren

Matsumoto está rodeada por montañas y es aclamada por sus hermosas vistas. La red de transporte local posibilita el acceso a las montañas para practicar la escalada o realizar excursiones. Entre sus atracciones históricas están el Castillo de Matsumoto (松本城 Matsumoto-jō?), el Museo Escuela de Kaichi (Kaichi gakkō) y los Temari (pelota de mano japonesa).
Matsumoto es un foco turístico por su cultura tradicional y por su clima suave y sus productos típicos. El soba de Matsumoto es famoso por su delicioso y delicado sabor. También hay abundantes onsen (baños típicos).

## Ciudades hermanas
Matsumoto mantiene un hermanamiento de ciudades con:

### En Japón
- Fujisawa[3]
- Himeji
- Takayama

### En otros países
- Salt Lake City, Utah, Estados Unidos
- Katmandú, Nepal
- Langfang, Hebei, China
- Grindelwald, Cantón de Berna, Suiza

## Personajes famosos de Matsumoto
- Yayoi Kusama-(1929)-Famosa pintora de arte pop precursora de avant-garde.